# Lekande lätt
Lekande lätt var ett underhållningsprogram i Sveriges Television där två lag, utifrån videosnuttar där små barn beskrev ett ord, skulle försöka gissa vilket barnen menade. Varje lag bestod av en känd person och den personens mindre kända kompis. Programmet sändes första gången den 1 september 1987 och sista gången den 16 april 2003.
Kjell Lönnå och senare Erik Nyberg var programledare. Det spelades in i Sundsvall inför studiopublik.

### Fotnoter
1. ↑  Svensk mediedatabas, läs online, läst: 28 maj 2019.[källa från Wikidata]
2. ↑  Svensk mediedatabas, läs online, läst: 28 maj 2019.[källa från Wikidata]
3. ↑  ”SVT, TV2 1987-09-01”. Svensk mediedatabas. 1 september 1987. https://smdb.kb.se/catalog/id/001724144. Läst 28 maj 2019.
4. ↑  ”Lekande lätt”. Svensk mediedatabas. 16 april 2003. https://smdb.kb.se/catalog/id/001597873. Läst 28 maj 2019.